# Nowe Jabłonki
Nowe Jabłonki – część wsi Stare Jabłonki w Polsce, położona w województwie warmińsko-mazurskim, w powiecie ostródzkim, w gminie Ostróda.
W latach 1975–1998 Nowe Jabłonki administracyjnie należały do województwa olsztyńskiego.